# Francis Baring (6e baron Northbrook)
Pour les articles homonymes, voir Francis Baring et Baring.
Francis Thomas Baring, 6e baron Northbrook (né le 21 février 1954), est un pair britannique et un homme politique conservateur.

## Biographie
Fils de Francis Baring, 5e baron Northbrook, et Rowena Margaret Manning, il fait ses études au Winchester College, et obtient un BA en histoire à l'Université de Bristol. Il devient comptable agréé stagiaire chez Dixon Wilson & Co de 1976 à 1980. Il travaille ensuite chez Baring Brothers & Co en tant qu'analyste crédit entre 1981 et 1983. En 1983, il entre dans la gestion d'actifs chez Baring Investment Management en tant qu'analyste d'investissement entre 1983 et 1985. De 1985 à 1989, il travaille au sein du département Clientèle privée de Baring Investment Management. Il est ensuite Senior Investment Manager chez Taylor Young Investment de 1990 à 1993 et chez Smith and Williamson Securities de 1993 à 1995. Il est cofondateur et directeur de la société primée Mars Asset Management entre 1996 et 2006. Il est ensuite administrateur fondateur de Fortune Forum.
Lord Northbrook prend son siège à la Chambre des lords à la mort de son père en 1990. Il est l'un des 92 pairs héréditaires qui restent à la Chambre des Lords après la House of Lords Act 1999. Il a depuis résisté à une nouvelle réforme des Lords, en déposant des amendements à un projet de loi visant à abolir les élections partielles pour les pairs héréditaires, proposé par Lord Grocott en 2018. Lord Northbrook siège sur les bancs des conservateurs et est whip de l'opposition à la Chambre des lords de 1999 à 2000. Il s'occupe de questions de trésorerie, constitutionnelles et agricoles.
En 1987, Lord Northbrook épouse Amelia Sarah Elizabeth Taylor. Ils ont trois filles, mais divorcent en 2006. En 2013, Lord Northbrook épouse Charlotte Pike, l'éditeur et rédacteur en chef de l'Almanach de Gotha.
Il n'y a pas d'héritier à la baronnie de Northbrook. Son héritier en tant que baronnet Baring de Larkbeer est son quatrième cousin Peter Baring.
La maison de Lord Northbrook dans le Hampshire est détruite par un incendie le 4 décembre 2005. Cent pompiers sont sur les lieux (la piscine étant utilisée comme réserve d'eau) pour tenter de récupérer les effets personnels de Lord Northbrook. Certaines oeuvres d'art sont sauvées et vendues plus tard à Hans-Adam II, prince du Liechtenstein, à la suite du divorce.
Il est maintenant administrateur fondateur de l'association caritative Fortune Forum qui, au cours de sa première année, a levé plus d'un million de livres sterling pour des œuvres caritatives pour la pauvreté mondiale, la santé mondiale et le changement climatique avec l'ex-président Bill Clinton comme conférencier invité lors de son premier événement en 2006. Al Gore, lauréat du prix Nobel et ancien vice-président des États-Unis, prend la parole lors de leur deuxième événement à la fin de novembre 2007.
Il est membre du conseil consultatif de la Fondation Iman qui vise à promouvoir le dialogue pour renforcer la compréhension et la coexistence internationales grâce à l'échange d'idées, de personnes, de culture et de religion.
Ses principaux passe-temps sont le tir, le cricket, la pêche et le ski. Il est membre de la Royal Geographical Society.